# Li Na (simhoppare)
Li Na, född 1 maj 1984 i Hefei, Anhui, är en kinesisk simhoppare som vann en guldmedalj och en silvermedalj i de olympiska sommarspelen 2000.

### Fotnoter
1. ↑  ”Li Na Bio, Stats, and Results - Olympics at Sports.reference.com”. sportsreference.com. Sportsreference. Arkiverad från originalet den 15 december 2012. https://web.archive.org/web/20121215070358/http://www.sports-reference.com/olympics/athletes/li/li-na-1.html. Läst 24 november 2015.